# Orneai
Orneai (altgriechisch Ὀρνέαι) war eine antike Stadt in der Argolis in Griechenland. Nach der Mythologie wurde die Stadt nach Orneus, dem Sohn des Erechtheus, benannt. In der Stadt gab es ein Heiligtum der Artemis, einen Tempel aller Götter und einen Tempel des Priapos. Von hier gelangte der Priapos-Kult nach Priapos.

## Überlieferung
Orneai wurde erstmals unter den Städten, die von Agamemnon angeführt wurden, im Schiffskatalog der Ilias genannt. Die ionischen Ureinwohner waren Kynourier und wurden, nachdem sie von Argos unterworfen worden waren, dorische Periöken. Um 470 v. Chr. wurde die Stadt zusammen mit Tiryns, Hysiai, Mykene und Midea zerstört und die Einwohner nach Argos überführt, um die Bevölkerungszahl zu erhöhen und es hierdurch wehrhafter zu machen. Im Sommer 418 v. Chr. kämpfte Orneai in der Ersten Schlacht von Mantineia an der Seite von Athen, Argos und Kleonai gegen Sparta. Man verlor die Schlacht und 700 Kämpfer aus Argos, Kleonai und Orneai fielen.
416 v. Chr. verheerte Sparta das argolische Land und eroberte Orneai. Man befestigte den Ort, siedelte Verbannte aus Argos an und ließ eine Besatzungsarmee zurück. Im darauffolgenden Winter landeten 30 oder 40 Athener Schiffe mit 600 Hopliten an Bord an und marschierten gemeinsam mit Argos gegen die Stadt. Nach Diodor wurde die Stadt im Sturm genommen, zerstört und die Gefangenen teils hingerichtet und teils verjagt. Thukydides hingegen berichtet, dass die Einwohner vor der Streitmacht flüchteten und die Stadt von den Angreifern zerstört wurde. 352/1 v. Chr. wurde Orneai als Verbündeter von Megalopolis erneut von Sparta angegriffen und erobert.

## Lage
In der Ilias wird der Ort zwischen Korinth und Kleonai und Araithyrea und Sikyon genannt. Pausanias erwähnt, dass es an Sikyon und Phleius grenzte, an der Klimax genannten nördlichen Straße von Argos nach Mantineia lag und 60 Stadien (etwa 12 km) von Lyrkia entfernt war. Von Lyrkia waren es weitere 60 Stadien bis nach Argos. Nach Strabon lag Orneai am gleichnamigen Fluss bei Korinth oberhalb der Ebene von Sikyon.
Da die Ortsangaben sich zu widersprechen scheinen, gab es lange Zeit Kontroversen um die Lage von Orneai. So suchte man es bei Kato Belesi, Gymno oder in der Phleiasischen Ebene. Heute ist man sich sicher, dass es auf dem Hügel Paliokastraki etwa 1 km nordöstlich von Kato Belesi lag. Da man jedoch früher Paliokastraki für das antike Lyrkia hielt, wurde Kato Belesi im 20. Jahrhundert in Lyrkia umbenannt. Auf dem Paliokastraki befinden sich Befestigungsmauern und andere baulichen Reste aus klassischer Zeit.
Jüngste Funde bei dem korinthischen Dorati zwischen Korinth und Sikyon führten zu der Vermutung, dass es zwei Orte mit dem Namen Orneai gab: einen argolischen und ein korinthischen. Dies würde auch die sich widersprechenden Ortsangaben erklären.